# Place publique
Miejsce Publiczne (fr. Place publique, PP) – francuska socjaldemokratyczna partia polityczna, działająca od 2018.

## Historia
Powstanie nowego lewicowego i ekologicznego ugrupowania zapowiedziała w październiku 2018 grupa aktywistów, w tym eseista Raphaël Glucksmann, ekonomista Thomas Porcher oraz działaczka ekologiczna i dziennikarka Claire Nouvian. W następnym miesiącu ogłoszono manifest programowy partii. Założyciele zadeklarowali działania na rzecz jednoczenia środowisk francuskiej lewicy. Liderem Place publique został Raphaël Glucksmann.
Przed wyborami europejskimi w 2019 PP zawarło koalicję m.in. z Partią Socjalistyczną i Nouvelle Donne. Wspólną listę wyborczą, która otrzymała 6,2% głosów, otwierał przewodniczący Place publique. Ugrupowaniu w ramach porozumienia przypadły 2 mandaty w Europarlamencie IX kadencji. W 2024 partia kontynuowała współpracę z socjalistami, zwiększając swoją reprezentację w PE X kadencji do 3 osób.